# Station Barassie
Barassie is een spoorwegstation in Schotland. 

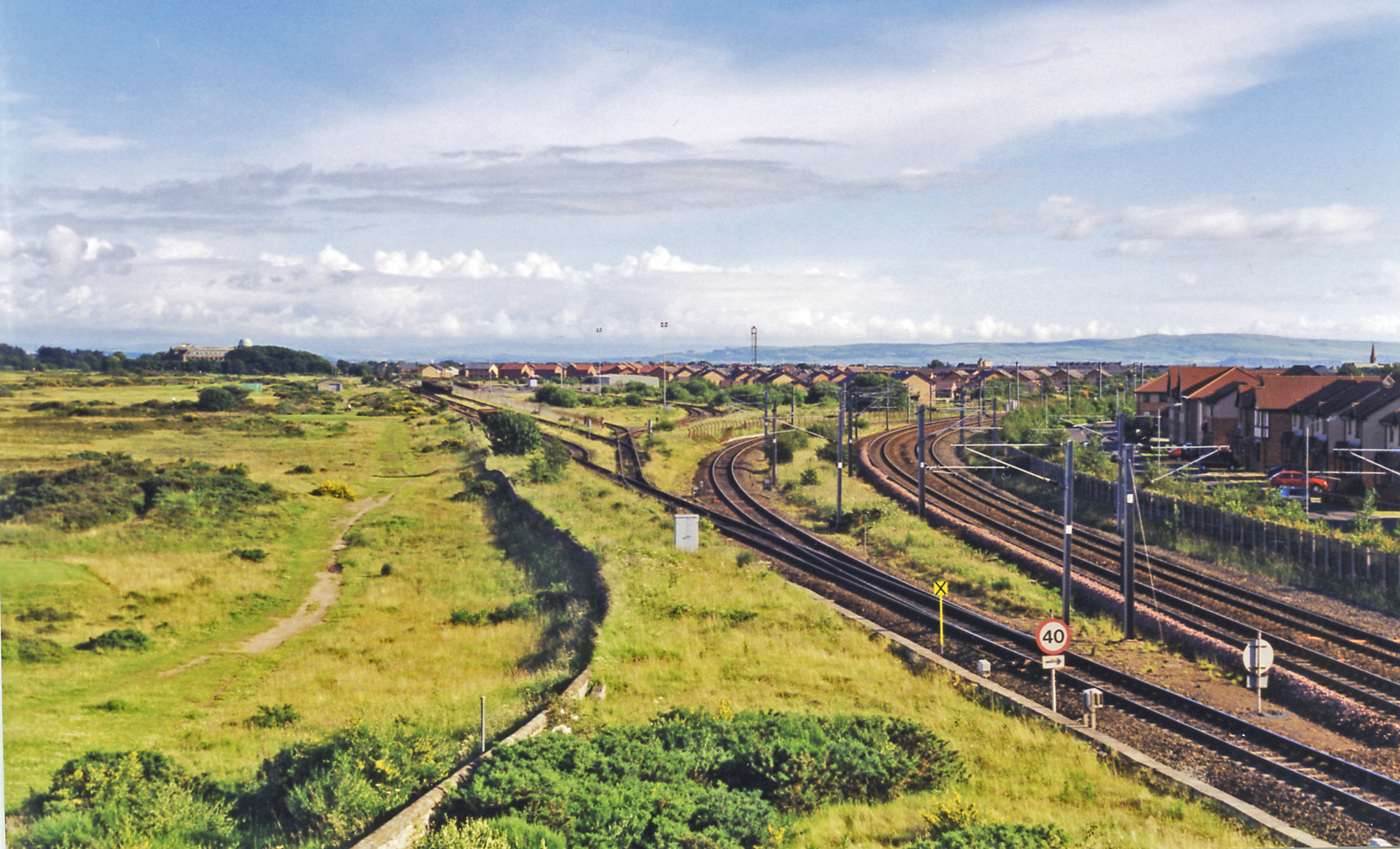
Spoorlijnen ten zuiden van Barassie, 1998